# Kaskadbergen
Kaskadbergen (engelska: Cascade Range) är en bergskedja i västra Nordamerika, till största delen i USA men även i södra British Columbia i Kanada. Bergskedjan sträcker sig norrut från Sierra Nevada. Den är omkring 1 100 km lång och har flera nationalparker. Högsta punkten, 4 392 meter, är toppen av Mount Rainier i amerikanska delstaten Washington.

## De högsta topparna
(från norr till söder)
- Mount Garibaldi (2 678 m)
- Mount Baker (3 285 m)
- Glacier Peak (3 213 m)
- Mount Rainier (4 392 m)
- Mount St. Helens (2 549 m)
- Mount Adams (3 743 m)
- Mount Hood (3 425 m)
- Mount Jefferson (3 199 m)
- Three Sisters (3 158 m)
- Broken Top (2 797 m)
- Newberry Volcano (2 435 m)
- Mount Bachelor (2 764 m)
- Mount Bailey (2 551 m)
- Mount Thielsen (2 799 m)
- Mount Mazama (2 487 m)
- Mount McLoughlin (2 894 m)
- Medicine Lake Volcano (2 412 m)
- Mount Shasta (4 317 m)
- Lassen Peak (3 189 m)